# سفارة النرويج في جنوب إفريقيا
سفارة النرويج في جنوب أفريقيا هي أرفع تمثيل دبلوماسي لدولة النرويج لدى جنوب أفريقيا. تقع السفارة في بريتوريا وهي تهدف لتعزيز المصالح النرويجية في جنوب أفريقيا.

## وصلات خارجية
- قائمة سفارات النرويج
- قائمة السفارات في جنوب أفريقيا